# Бенкет на попелі
«Бенкет на попелі», також відомий як «Вечеря в перший день Великого посту» (італ. La cena de le ceneri) — перший філософський діалог, опублікований Джордано Бруно в Лондоні. Бруно написав твір італійською мовою, присвятивши його французькому послу Мішелю де Кастельно, у якого він гостював після від'їзду з Франції в квітні 1583 року. Діалог обговорює питання натурфілософії, особливо теорію Коперника, за допомогою якої автор описує нескінченний Всесвіт, у якому божественне є всюдисущим, а матерія вічна та постійно змінюється.

## Загальні відомості
Твір поділено на п'ять діалогів. Героїв чотири, і одного з них, Теофіло, можна вважати виразником думок автора. Бруно уявляє, що сер Фулк Ґревіль у Попільну середу запрошує на вечерю Теофіло (тобто самого Бруно, також званого в тексті Нолано, тобто уродженцем міста Нола, звідки дійсно походить Бруно), Джованні Флоріо (вихователя доньки посла, лицаря та двох лютеранських схоластів з Оксфорда, докторів Торквато та Нундініо.
Вважають, що зустріч, а отже, і сама вечеря, насправді відбулася в королівських апартаментах Ґревіля поблизу Вайтголла 15 лютого 1584 року. В одному зі своїх зізнань венеційській інквізиції Бруно розповів, що ця вечеря відбулася в будинку французького посла. Тоді імена Торквато та Нундініо справді відповідали б двом схоластам, з якими Бруно розмовляв того вечора і яких він згадує з вигаданими алегоричними іменами: Торквато посилається на лат. torques (намисто), бо він носив два ефектних намиста, натомість як Нундініо, чия рука «містила дванадцять каблучок на двох пальцях», посилається на лат. nundinae («ринок» або «торгівля») через звичай, за яким тогочасні купці носили багато кілець.
Відповідаючи на запитання Сміто, Пруденціо та Фрулли, Теофіло розповідає про розвиток розмови і таким чином викриває теорії Нолано. Як завжди, Бруно передує вступній присвяті віршем під назвою «Al mal contento».
Публікація цієї праці викликала багато суперечок як в англійських наукових, так і в придворних колах, і Бруно вважав за краще сховатися у французькому посольстві, де він був гостем, залишаючись під захистом посла. Ми маємо свідчення самого Бруно про ці події в «Про причину, початок і єдине» — праці, опублікованій незабаром після цього і присвяченій послу Мішелю де Кастельно, якому він писав: «Ви є для мене достатнім і стійким захисником від несправедливих образ, […] з якими мене атакували з усіх напрямків».
У першому діалозі цього твору Бруно пояснює, що він не мав наміру образити всіх науковців чи всю англійську націю, і що його ціллю були лише двоє вчених, з якими він говорив, і ніхто інший.

## Текст
Перший і другий діалоги описують події, які призвели до зустрічі й вечері, а решту два діалоги займає протистояння між Нолано і двома оксфордськими докторами: третій з Нундініо, а четвертий — з Торквато. В останньому, п'ятому діалозі філософ заглиблюється в окремі аспекти свого бачення.
Вибір форми діалогу не є незвичним (можна згадати, наприклад, діалоги Платона), але Бруно пише діалогу (цьому, а також наступним італійським) в нетрадиційний спосіб, наближаючи діалог до театру й представляючи філософію у формі комедії.
У діалогах Бруно ніколи не втрачає нагоди висміяти двох докторів, які, повністю віддані строгості граматики та еталонам красномовства, але упускають зміст аргументів.

### Перший діалог
Бруно відкрито хвалить новаторську роботу Миколая Коперника, який у своїй праці «Про обертання небесних сфер» (1543) помістив в центрі орбіт планет Сонце, а не Землю, таким чином відкинувши систему Птолемея, якої на той дотримувались майже всі науковці. Однак Нолано негайно дистанціювався від самого Коперника, заявивши, що він довіряє лише власним очам. Таким чином, Коперник є новатором, який показує шлях до глибших цілей, який «повинен був передувати появі цього сонця стародавньої істинної філософії, похованої стільки століть у темних печерах сліпого, злісного, зарозумілого та заздрісного невігластва». «Істинна філософія» — це та, яку Нолано збирається далі викласти.

### Другий діалог
У другому діалозі Теофіло дає Пруденціо та Фруллі опис запрошення Грівелло та подальшої подорожі до його дому, яка набуває також і символічного значення. Флоріо та його друг Метью Гвінне їдуть до посольства забрати Бруно (Нолано) і суттєво запізнюються. Флоріо, Бруно і Теофіло відправляються до Стренду вже ввечері, а потім вирішують продовжити подорож на човні по Темзі. Човен змушує себе чекати, а потім прибуває, «схожий на одну з реліквій потопу». На борту Флоріо та Бруно починають декламувати вірші Аріосто. Човнярі, мабуть, налякавшись, зупинилися й висаджують пасажирів. Ті, поблукавши темними й брудними провулками, зрештою опиняються за «двадцять два кроки від того місця, звідки почали». Здається, ніби щось стоїть між Бруно й зустріччю, але філософ не здається, попри темряву, труднощі, час і втому: «Звичайні й легкі справи — для простих і звичайних людей; рідкісні, героїчні й божественні люди проходять цей шлях труднощів, поки не змусять необхідність дарувати їм пальму безсмертя». Після кількох не дуже обнадійливих зустрічей вони нарешті досягають потрібного місця. Подорож завершена, і троє сідають за стіл разом із двома докторами Торквато і Нундініо, Грівелло та неназваним лицарем.
Опис насичений деталями, відступами та цитатами. Цей комплекс нелегких для тлумачення елементів, на думку самого автора, гідний «очей Лінкея».

### Третій діалог

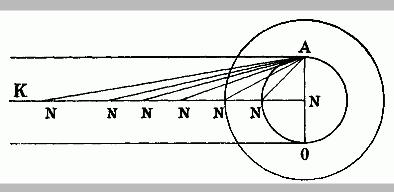
Порівняння розмірів двох небесних тіл, рис. 4 з діалогу III. Діаметр AN видно з більших відстаней під все меншим кутом.

Одне з питань, яке Бруно розглядає в третьому діалозі, за п'ятою пропозицією Нундініо, стосується руху тіл на Землі: якби рухалася Земля, а не Сонце, «було б неможливо, щоб камінь, кинутий вгору, повернувся вниз тією ж самою прямою перпендикулярною лінією». Бруно, випереджаючи Галілео Галілея, спростовує це заперечення, пропонуючи знаменитий приклад рухомого корабля, на якому поведінка механічних систем не відрізняється від тієї, яку спостерігає експериментатор на землі, — це так званий принцип відносності Галілея, який пізніше Галілей опише в «Діалозі про дві системи світу».

### Четвертий діалог
У цьому діалозі Бруно розглядає суто теологічні аргументи, які, однак, стосуються космології та науки в цілому. Біблія стверджує, що Земля нерухома в центрі Всесвіту, і тому, на жаль, багато натурфілософів, щоб відповідати Святому Письму, намагаються підтримувати це припущення, попри докази його хибності. Але Біблія не займається науковими питаннями, тому не варто сприймати її буквально, — до такого сміливого висновку доходить філософ. Біблія була написана для «простолюду й нерозумного натовпу», і помилка полягає не стільки в Святому Письмі, скільки в помилці теологів і філософів, які не зрозуміли цього фундаментального факту.
Дискусія між Нолано і Торквато з приводу цих питань настільки загострилась, що філософ, уже не в змозі сперечатися з безплідними звинуваченнями доктора, підвівся з-за столу, дорікаючи Флоріо, що той познайомив його з людьми, не гідними його мислення. Співтрапезники просять Нолано повернутися на місце, що він і робить, вибачаючись перед доктором Торквато, пояснюючи, що зовсім його не ненавидить — або ж, принаймні, ненавидить не більше, ніж ненавидить себе самого в молодості, коли «був менш мудрим і менш розважливим». Дискусія триває, але неминуче Нолано не може не докоряти двом докторам, які, хоч і хочуть дискутувати про працю Коперника, очевидно, не прочитали її повністю, обмежившись, найімовірніше, лише розгляданням малюнків.

### П'ятий діалог
В останньому діалозі Бруно звертається до тем, не розглянутих під час вечері, що вже закінчилася. Першою з таких тем є питання зорі на восьмій сфері, тобто на тверді небесній, які, згідно і з геоцентричними, і з коперниківськими поглядами, вважалися фіксованими, нерухомими. Бруно доходить висновку, що це не може бути правдою: обидві системи помиляються, оскільки рух цих зір просто занадто малий і непомітний — подібно до корабля вдалині, який, пропливаючи незначну відстань, здається нам нерухомим. Останньої сфери не існує, і ці зорі розподілені в «нескінченному просторі». Бруно не астроном, його висновок ґрунтується не на спостереженнях, а на інтуїції, яку він вважає необхідно істинною у своєму баченні космосу: лише у XVIII столітті було виміряно власний рух зорі, червоного гіганта Арктура.
Тож Бруно запитує себе (Сміто запитує Теофіло у вигаданому діалозі), чому Земля рухається. Звідки походять складні рухи обертання навколо своєї осі й обертання навколо Сонця, до яких слід додати всі інші локальні рухи води, повітря тощо. Для філософа ці рухи є необхідним наслідком того факту, що матерія є живою: кожне живе тіло оновлюється, постійно відроджуючись, а кожна сукупність обов'язково має власні рухи, які випливають із внутрішнього принципу.
Нарешті філософ звертається до предмета матерії. Для Бруно не існує створення чи руйнування: смерть є лише розпадом сполуки, сукупності атомів. Отже матерія є вічною, «нетлінною», і все в світі перебуває в постійній трансформації: атоми безупинно перегруповуються, породжуючи нескінченне розмаїття природних речей, так що «незліченні індивіди живуть не лише в нас, але й у всіх складених речах».
Саме в такому сенсі Бруно розуміє реінкарнацію: для нього немає душі, яка перевтілюється, тому що все оживляється одним і тим самим вічним життєвим духом, і тому все живе в усьому завжди, і також тому, що не існує індивідуальної душі: жодне моральне питання не лежить в основі вічного перегрупування агрегатів.

## Зміст

### Людина і космос

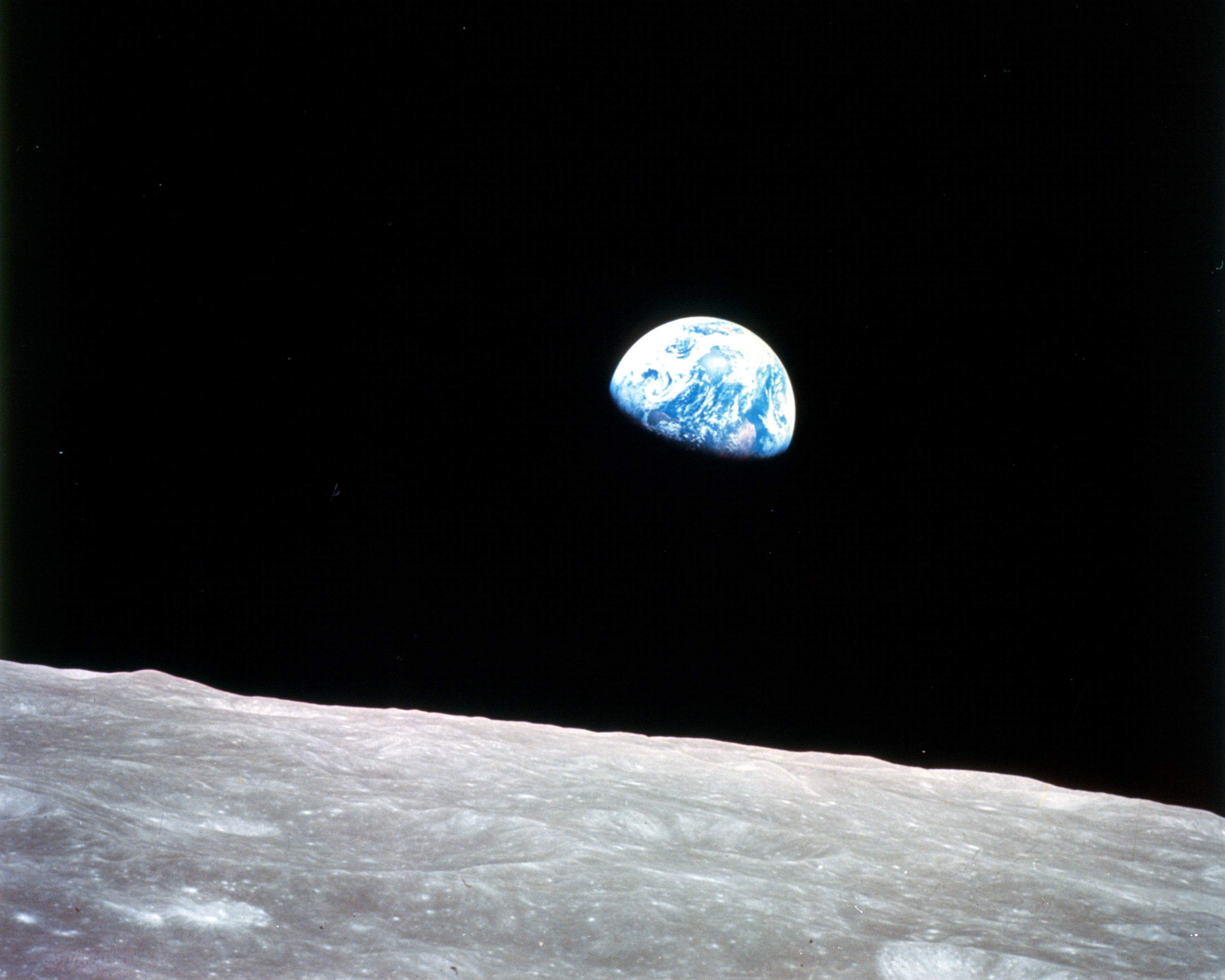
Земля, видима з Місяця («Місяць для нас не більше небо, ніж ми для Місяця»)

Бруно виходить за межі геліоцентризму Коперника, і, хоч він і не астроном, він інтуїтивно припускає, що зорі, які ми бачимо на небі, лише здаються нерухомими, і насправді є такими ж сонцями, як наше, — нескінченним наслідком безмежної причини. Цю тему він детально розглядає у своїх наступних діалогах «Про причину, початок і єдине» та «Про безмежність, Всесвіт і світи», уявляючи собі нескінченний Всесвіт, що складається з незліченних світів, але вже в «Бенкеті» він дуже чіткий стосовно цього питання.
Тому божественне знаходиться всередині нас, у кожному з нас, включно з мешканцями інших світів. Подібно до того, як ми спостерігаємо Місяць на небі, Земля виглядатиме такою ж, якщо дивитися на неї з Місяця. Пишучи «Бенкет на попелі», Бруно добре усвідомлює, що вступає в конфлікт з установами Церкви й заперечує Святе Письмо. Його також цікавить спроба примирити «істинну філософію» з вірою або принаймні знайти місця, в яких філософія та віра не вступають у конфлікт. Висновок філософа полягає в тому, що Святе Письмо стосується не природних речей, а лише моральних питань, і щоб досягти успіху в царині моралі, воно не піклується про істинне пояснення природи. Читання Святого Письма без розуміння того, чим воно є насправді — пояснювальними метафорами, — призводить до інтерпретацій, що часто сильно відрізняються одна від одної. Ось чому євреї, християни та мусульмани зрештою приходять до різних висновків, виходячи з того ж самого тексту.

### Подорож на обід
Британська історикиня й есеїстка Френсіс Єйтс інтерпретує роботу Бруно з точки зору герметизму, надаючи філософу роль «герметичної релігійної людини», чия доктрина базується, перш за все, на силі уяви та пов'язаних з нею мнемонічних здібностях. Саме в цьому сенсі вона інтерпретує цікаву розповідь Бруно про подорож, описану в другому діалозі.
Алегорії, які збагачують історію, говорять про особистий досвід самого філософа: наприклад, човен, який нагадує про всесвітній потоп, символізує католицьку церкву, яка змушує Бруно висаджуватися, тобто відштовхує його так, що він опиняється біля вихідної точки — протестантизму.